# Fängentjärnarna
Fängentjärnarna är en sjö i Ludvika kommun i Dalarna och ingår i Norrströms huvudavrinningsområde.